# 卡尔·威廉·冯·施利本
卡尔-威廉·冯·施利本 （英語：Karl-Wilhelm von Schlieben，1894年10月30日—1964年6月18日）是德国在第一次世界大战和第二次世界大战的指挥官。

## 生平

### 第一次世界大战
卡尔-威廉·冯·施利本以一名后备军官下士的身份加入了德意志帝国陆军在1914年8月。他作为补充兵员被编入近卫步兵第3团进行训练。在1914年9月，在完成他的基本军事训练后，他加入了近卫步兵第3团作战，在负伤了13天以后。于1915年1月9日，他被晋升为少尉，并于3月3日，被晋升为中尉。在1916年春天，他在团里指挥了一个步兵连。这年的晚些时候被任命为团和军械官副官和军械官。他于1916年11月负伤，他后来在1917年1月恢复了他的团职。在1918年的春天，他被总司令部任命为初级参谋军官。

### 魏玛共和国
战争结束后，于1919年1月1日，他被转移到后备营，并于1919年10月1日到1921年10月1日服役于国防军29团，他被任命为第2大队副官。三年后，施利本服役于第7（普鲁士）骑兵团，在那里，他晋升为中尉。1925年4月1日到1929年，施利本服役于在第12（萨克森）骑兵团中的第三中队在格里姆斯比。1929年10月1日他晋升为上尉。

### 第二次世界大战
直到第二次世界大战爆发，他曾担任各种团工作人员。施利本于升任中校于1938年8月1日。他于1940年担任13军的各种团级指挥官，在1940年的法国战役第1装甲师。1940年8月，法国投降，他被调到第14装甲师作为总部设在法国的第108步兵团的指挥官。随后，他在东线担任过第18装甲师第4步兵旅的旅长，从1942年6月开始。然而，第18装甲师完全被1943年2月的斯大林格勒保卫战被毁。冯施利再被委派第208步兵师作为指挥留在东线。

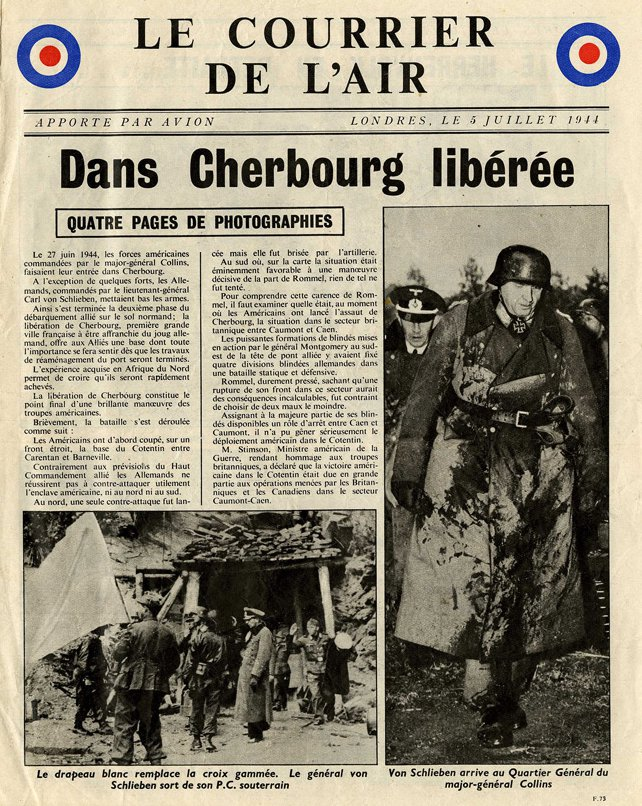
英国拍摄于1944年的的宣传展示

在1943年4月，他的第18装甲师在库尔斯克战役中损失惨重，被迫解散。在1943年10月，施利本被退休到元首后备军。直到1943年12月，他分配到总部设在法国诺曼底的第709海防师。

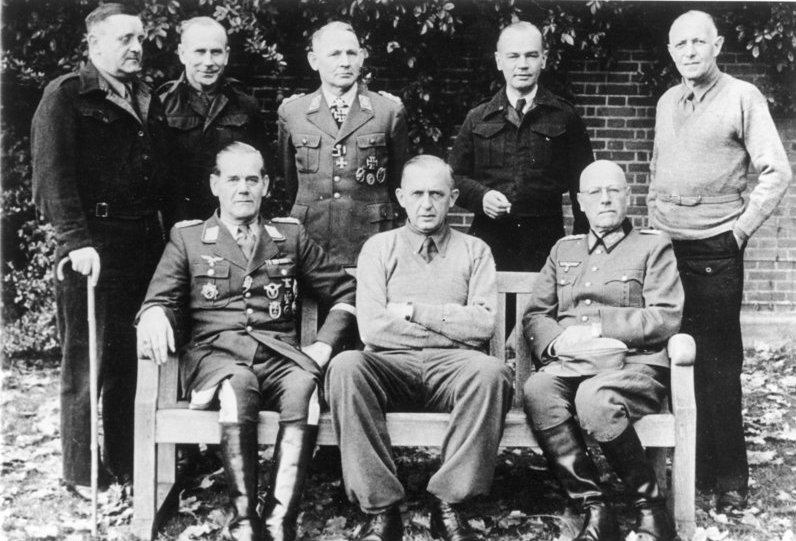
施利本在特伦特公园（中坐者）

第709师是为了应对盟军对法国空袭和入侵的防护。709师当入侵发生时驻守在诺曼底海岸。在诺曼底战役的初期，迅速被围困在科唐坦。由于美军封锁了半岛，该师的残部撤进瑟堡。
在1944年6月23日，空军中将冯·施利本被任命为瑟堡战役的指挥官，其中德国最高统帅部已指定成为“堡垒”。然而，仅仅3天后·冯·施利本和超过800名德军士兵向曼顿·S·艾迪少将指挥的美军第9步兵师投降。随后又向科林斯将军正式投降。他被捕后，被关押在特伦特公园，然后他被转移到第11号特别营地于1945年8月9日，他在1947年10月7日被释放。1964年6月18日在吉森去世。

### 个人生活
他娶了埃尔纳·冯·施利本。他们有六个孩子。

## 履历
- 后备军官下士: 1914.8.11
- 军校学生中士 : 1915.1.9
- 少尉: 1915.3.3
- 中尉: 1925.4.1
- 上尉: 1929.10.1
- 骑兵少校: 1935.10.1
- 中校: 1938.8.1
- 上校: 1941.8.1
- 少将: 1943.5.1
- 空军中将: 1944.5.1
- 第1骑兵旅旅部副官（1935.10.12）
- 第13军军部副官（1937.10.1）
- 第108步兵团团长（1940.8.15）
- 第208步兵师代理师长（1943.2.1-1943.4.1）
- 第18装甲师代理师长（1943.4.1-1943.5.1）
- 第18装甲师师长（1943.5.1-1943.9.7）
- 陆军后备指挥官（1943.10.20）
- 第709海防师师长（1943.12.12-1944.6.23）
- 瑟堡要塞指挥官（1944.6.23-1944.6.26）

## 荣誉
1939-1943
- 铁十字骑士十字勋章：1943年3月17日
- 黄金德国十字：1942年7月2日
- 一级铁十字勋章和二级铁十字勋章：1939年
- 战功十字勋章
- 东线勋章，1941年至1942年

1914-1918
- 一级铁十字勋章和二级铁十字勋章
- 一等战功勋章（布伦瑞克）
- 一战荣誉勋章
- 黑色重伤奖章（1918）

其他
- 武装力量长期服务奖